# Villars (Loira)
 Villars  es una población y comuna francesa, situada en la región de Ródano-Alpes, departamento de Loira, en el distrito de Saint-Étienne y cantón de Saint-Étienne-Nord-Ouest-1.

## Demografía
| 3397 | 3720 | 6828 | 7529 | 8189 | 8494 |
| Para los censos de 1962 a 1999 la población legal corresponde a la población sin duplicidades (Fuente: INSEE [Consultar]) |      |      |      |      |      |